# The Grinding Wheel
The Grinding Wheel è il diciottesimo album in studio del gruppo thrash metal statunitense Overkill, pubblicato il 10 febbraio 2017.

## Tracce
1. Mean, Green, Killing Machine – 7:29
2. Goddamn Trouble – 6:21
3. Our Finest Hour – 5:49
4. Shine On – 6:03
5. The Long Road – 6:45
6. Let's All Go to Hades – 4:55
7. Come Heavy – 4:59
8. Red White and Blue – 5:05
9. The Wheel – 4:51
10. The Grinding Wheel – 7:55
11. Emerald (Bonus track) (Thin Lizzy cover) – 3:52

## Formazione
- Bobby "Blitz" Ellsworth – voce
- Dave Linsk – chitarra
- Derek "The Skull" Tailer – chitarra
- D. D. Verni – basso
- Ron Lipnicki – batteria